# Francisco Mañosa
Francisco Mañosa (Manilla, 12 februari 1931 – Muntinlupa, 20 februari 2019) was een Filipijns architect. Het bekendste door hem ontworpen gebouw is het Coconut Palace.

## Biografie
Mañosa werd geboren op 12 februari 1931 in de Filipijnse hoofdstad Manilla. Zijn vader Manuel Mañosa sr. was ingenieur en werkt bij de instantie die verantwoordelijk was voor de watervoorziening van Metro Manilla. Zijn moeder Maria Tronqued was actrice. Mañosa had een voorliefde voor muziek. Zijn vader wilde echter dat hij architectuur zou gaan studeren. Hij voltooide daarop een opleiding architectuur aan de University of Santo Tomas.
Zijn style van ontwerpen week af van de in die dagen populaire modernisme. Mañosa voelde zich meer thuis bij organische architectuur, waarbij een gebouw een goede mix was met de omgeving. Na zijn studie woonde Mañosa enige tijd in Japan. Daar zag hij hoe de Japanse architectuur duidelijke geïnspireerd werd door de eigen cultuur. Het overtuigde hem ervan dat dit ook zou moeten gelden voor Filipijnse architectuur. Zijn grote voorbeeld daarbij was de bahay kubo, of tewel de Nipa-hut.
Mañosa werkte in eerste instantie samen met zijn broers Manuel jr. en Jose in het familiebedrijf, de Mañosa Brothers. Zijn eerste grote succes als architect was een opdracht van Mañosa Brothers voor het ontwerp van het hoofdkwartier van de San Miguel Corporation. Het ontwerp was geïnspireerd door de beroemde Rijstterrassen van Banaue in het noorden van Luzon. In 1978 won hij, niet lang na de oprichting van zijn eigen architectenbureau, een unieke ontwerpopdracht uitgeschreven door first lady Imelda Marcos. Het Tahanang Pilipino, beter bekend als het Coconut Palace, werd zijn bekendste werk uit zijn carrière.
In zijn meer dan vijftig jaar durende carrière ontwierp hij nog vele andere gebouwen. Enkele bekende andere gebouwen van zijn hand zijn het EDSA monument, het Amanpulo Resort en Pearl Farm Resort in op Samal.
Mañosa kreeg drie kinderen, een dochter en twee zonen, die allen in het familiebedrijf zouden gaan werken. Hij overleed in 2019 op 88-jarige leeftijd.